# زامبلنیوم
زامبلنیوم (به فرانسوی: Zombillénium) یک پویانمایی به کارگردانی آرتور دو پن و الکسیس داکورد است که در سال ۲۰۱۷ منتشر خواهد شد. این فیلم برای اکران در بخش نمایش‌های ویژه هفتادمین جشنواره فیلم کن انتخاب شد.